# Mermessus probus
Mermessus probus är en spindelart som först beskrevs av Alfred Frank Millidge 1987.  Mermessus probus ingår i släktet Mermessus och familjen täckvävarspindlar. Inga underarter finns listade i Catalogue of Life.